# 10월 유신
10월 유신은 1972년 10월 17일에 대통령 박정희가 위헌적 계엄과 국회해산 및 헌법정지 등을 골자로 하는 대통령 특별선언을 발표한 것을 말한다. 박정희 대통령은 이 선언에서 4가지 비상조치를 발표하고 이러한 비상조치 국민투표로 1972년 12월 27일에 제3공화국 헌법을 개정했는데, 이때의 헌법을 유신 헌법이라 하며, 유신 헌법이 발효된 기간을 유신 체제라고 부른다.
이 체제 하에서 대통령은 국회의원의 3분의 1과 모든 법관을 임명하고, 긴급조치권 및 국회해산권을 가지며, 임기 6년에 횟수의 제한 없이 연임할 수 있었다. 또한, 대통령 선출 방식이 국민의 직접 선거에서 관제기구나 다름없는 통일주체국민회의의 간선제로 바뀌었다. 유신 체제는 행정·입법·사법의 3권을 모두 쥔 대통령이 종신 집권할 수 있도록 설계된 1인 대통령제였다.

## 명칭
1972년 10월 17일 발표 당시에는 특별선언, 특별조치, 비상선언, 비상조치, 유신적 조치 등의 명칭으로 불리다가 10월 27일에 명칭을 '10월 유신'으로 통일하기로 했다. 이 명칭은 메이지 유신에서 따온 것이다.

## 내용
10·17 비상조치(대통령 특별선언)의 내용은 다음과 같다.
- 1972년 10월 17일 19시를 기하여 국회를 해산하고, 정당 및 정치 활동의 중지 등 현행 헌법의 일부 조항 효력을 정지시킨다.
- 일부 효력이 정지된 헌법조항의 기능은 비상국무회의에 의하여 수행되며, 비상국무회의 기능은 현행 헌법의 국무회의가 수행한다.
- 비상국무회의는 1972년 10월 27일까지 조국의 평화 통일을 지향하는 헌법개정안을 공고하며, 이를 공고한 날로부터 1개월 이내에 국민 투표에 붙여 확정시킨다.
- 헌법개정안이 확정되면 개정된 헌법 절차에 따라 늦어도 금년 연말 이전에 헌정 질서를 정상화시킨다.

## 제7차 개정 헌법
1972년 12월 27일부터 시행된 헌법(제7차 개정. 이른바 유신 헌법)의 내용은 다음과 같다.
- 대통령 직선제의 폐지 및 통일주체국민회의의 간접 선거.
- 국회의원의 1/3을 대통령 추천으로 통일주체국민회의에서 선출.
- 통일주체국민회의에서 선출된 국회의원의 임기를 3년으로 규정.
- 국회의 연간 개회일 수를 150일 이내로 제한하고 국회의 국정감사 권한을 폐지함.
- 대통령에게 헌법 효력까지도 일시 정지시킬 수 있는 긴급조치권 부여.
- 국회 해산권 및 모든 법관 임명권을 대통령이 갖도록 하여 대통령이 3권 위에 군림할 수 있도록 보장.
- 대통령의 임기를 6년으로 연장하고, 연임 일부 제한을 철폐하여 종신 집권을 가능케 함.
- 부칙에 1972년 10월 17일에 박정희 대통령이 발표한 국회 해산 및 헌법 정지의 비상조치에 관한 특별 선언에 대하여 제소하거나 이의를 제기할 수 없도록 규정함.
- 부칙에 헌법에 따른 지방의회는 조국통일이 이루어질 때까지 구성하지 않도록 규정함.

## 역사

### 유신의 배경과 성립
1961년 5·16 군사 정변 이후 1963년 대통령에 당선된 박정희는 1967년 대통령에 재선되었다. 제3공화국 헌법은 대통령직을 1차에 한하여 중임이 가능하게 하였으나, 박정희는 1969년 3선개헌을 통하여 1967년에 이어 1971년 다시 대통령 선거에 출마하였다. 1971년 대통령 선거에서 박정희는 "여러분께 다시는 나를 찍어달라고 하지 않겠다"고 말하며 마지막으로 한 번 더 기회를 달라고 하였는데, 이에 상대 후보였던 김대중은 '박정희가 헌법을 고쳐 선거가 필요없는 총통이 되려 한다'고 주장하였다.

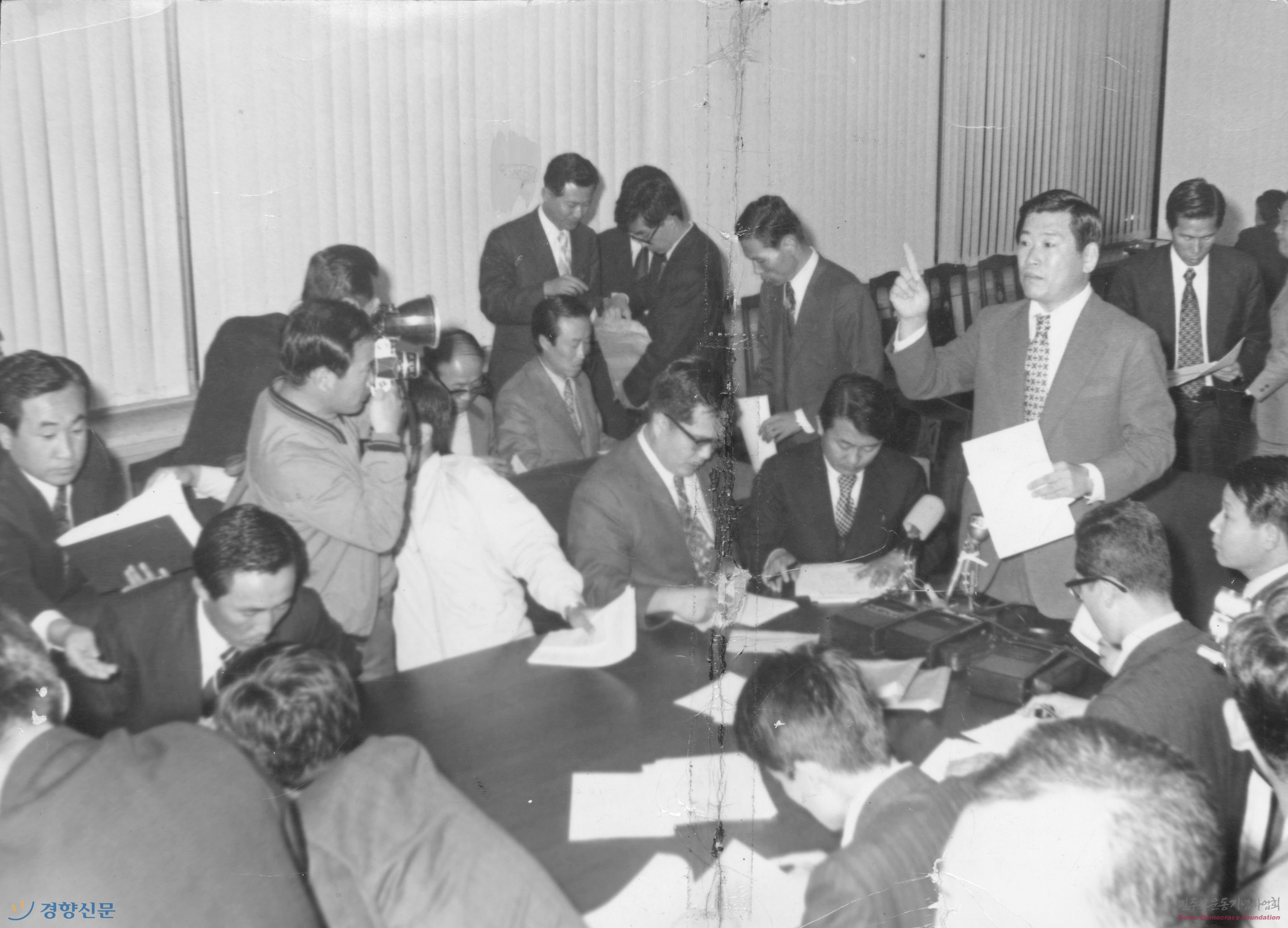
10월 유신을 발표하고 있는 당시 김성진 청와대 대변인

김대중을 가까스로 누르고 대통령에 3선된 박정희는 1972년 10월 17일, 대통령 특별선언을 발표하고 국회를 해산한 후 정당 및 정치활동의 중지 등 헌법의 일부 기능을 정지시키고, 전국에 비상계엄령을 선포하였다. 이에 따라 계엄사령부가 설치되었고, 계엄사령부는 포고를 통하여 정치활동 목적의 옥내외 집회 및 시위를 일절 금지하고 언론, 출판, 보도 및 방송은 사전 검열을 받도록 하며, 대학들을 휴교시켰다.
이후 한태연, 갈봉근 등의 학자들과 김기춘과 같은 젊은 검사들이 만든 헌법개정안(이른바 유신헌법안)이 10월 27일에 대통령 특별선언에 따라 국회의 권한을 대행하게 한 비상국무회의에서 의결·공고되었고, 11월 21일에 국민투표에 부쳐져 투표율 91.9%, 찬성 91.5%로 확정되어 12월 27일에 공포되었다.
유신 헌법안이 국민투표로 통과한 1주 후인 11월 28일, 박정희 정권은 대학에 대한 휴교조치를 해제하였으며, 12월 14일 0시를 기하여 계엄령을 해제하였다. 비상계엄을 해제한 다음날인 12월 15일에 통일주체국민회의 대의원 선거가 실시되어 2,359명의 대의원이 선출되었고, 12월 23일 박정희가 단독입후보한 가운데 대통령선거를 실시하여 찬성 2,357표, 무효 2표로 임기 6년의 제8대 대통령에 박정희가 선출되었다.

### 재신임 투표
1975년 1월 22일, 박정희는 유신 체제에 대한 논란이 가열되자 특별담화를 통해 유신 헌법에 대한 찬반 국민투표를 실시할 것이라고 발표했다. 박정희 대통령은 특히 “이번 국민 투표는 비단 현행 헌법에 대한 찬반 투표뿐만 아니라 대통령에 대한 신임투표로 간주하겠다”고 말했다.
1975년 2월 12일, 유신 헌법 찬반을 묻는 재투표가 실시되어 유권자의 80%가 투표에 참여, 찬성 73%, 반대 25%로 유신 헌법은 형식적 재신임을 받았다. 그러나, 유신에 대한 찬반토론은 고사하고 유신 체제 자체에 대한 비판이 긴급조치에 의해 금지되고 언론이 통제된 상황에서 관료들의 투표종용을 통해 이러한 결과를 도출했다는 점에서, 결과만 놓고 이를 드골의 신임 투표(1962년 10월 프랑스 국민투표, 1969년 프랑스 국민투표)와 비교하기는 어렵다.

### 유신 체제에서의 독재와 저항
박정희 정권은 유신 체제를 소위 한국적 민주주의라고 선전하였으나, 찬성하는 국민들조차 이를 민주정치로 받아들이지 않았다. 그에 따라 유신 체제에 반대하는 국민의 반발과 저항이 거세어지고, 일부 학생들은 전국민주청년학생연합(약칭 '민청학련')을 조직하여 전국적인 연대투쟁을 벌였으며, 언론인들도 자유언론수호투위를 결성하는 등 저항의 강도를 높여 갔다. 1974년 11월에는 야당 정치인과 종교인 등이 중심이 되어 '민주회복국민회의'를 결성하였다.
박정희 정권은 1971년 대통령선거의 경쟁자였던 김대중을 제거하기 위해 일본에 체류 중이던 그를 1973년 8월 납치한 뒤 자택에 연금시켜 국내외에 큰 충격과 파문을 일으켰으며, 1975년 8월에는 개헌청원운동을 벌이던 장준하가 등산 중 의문의 죽음을 당하였다. 박정희는 1974년 1월부터 이른바 '긴급조치'를 잇따라 발동하여 교수, 학생, 언론인, 종교인, 문인 등 민주인사들을 투옥하거나 해직시켰다. 유신 체제가 출범하자 평양정권은 1973년 8월 남북대화의 중단을 선언하여 남북 관계도 경색되었다.
유신반대운동이 고조되던 1974년 8월 15일 국립극장에서 열린 광복절행사에서 문세광이 박정희를 저격하였고, 그 유탄에 박정희 아내인 육영수가 절명하는 사건이 발생했다. 이어 1975년 4월에 베트남 전쟁의 종전과 함께 베트남이 공산화되자, 박정희는 이를 빌미로 각 대학에 '학도 호국단'을 조직하고 '민방위대'를 창설하는 등 군사통치를 한층 강화하였다.
1978년 12월 박정희는 관제기구나 다름없는 통일주체국민회의를 통해 연임에 성공하였으나, 이에 앞서 실시된 제10대 총선에서 야당인 신민당이 여당인 민주공화당을 득표율에서 앞서는 정치적 위기에 직면했다. 또한 공화당 내에서도 장기독재에 대한 부담과 염증으로 이탈하는 인사들이 속출하였고, 미국에서도 '인권'과 '민주주의'를 강조하는 카터의 민주당 정권이 들어서면서 박정희 정권의 인권탄압을 강도높게 비판하는 등 국제 정세 역시 박정희 정권에 불리하게 돌아갔다. 게다가, 이 무렵에 불어닥친 제2차 오일쇼크로 인해 중공업 중심의 국내 경제가 극심한 타격을 입으면서 박정희의 정권 유지 가능성에 적신호가 켜지기 시작하였다.

### 유신 체제의 종말
박정희 정권의 몰락을 가속화한 것은 부마 민주 항쟁이었다. 1979년 5월 말, 야당인 신민당 당수로 선출된 김영삼이 YH 사건에 개입하는 등 적극적인 민주화 투쟁을 전개하자, 박정희 정권은 공화당과 유정회 의원을 동원하여 그 해 10월에 국회에서 김영삼을 제명하였다. 이 사건으로 국내외 여론의 지탄이 더욱 높아지고, 마침내 부마 민주 항쟁으로 불리는 대규모 저항운동이 부산·마산을 중심으로 전국적으로 확산되었다. 이에 대한 처리를 두고 박정희의 최측근이던 중앙정보부장 김재규와 대통령 경호실장 차지철이 각각 온건과 강경으로 맞선 가운데 10월 26일 저녁, 청와대 부근의 궁정동 안가에서 중앙정보부장 김재규가 박정희와 차지철을 총격 살해하였다. 이로써 유신 체제는 끝나고, 이 사건의 합동수사본부장이었던 보안사령관 전두환이 12·12 군사 반란을 일으켜 집권하게 된다.

### 미국과 유신체제
닉슨 정권은 박정희정권에 대해 '국내 문제 불관여' 입장을 고수하였다. 이는 냉전 체제 당시 한국 정부를 비롯한 자유진영 국가에 대한 미국정부의 일반적 입장이었다. 포드 정권도 닉슨 정권과 마찬가지로 안보 우선 정책을 유지하였다. 다만, 1974년에 방한(訪韓)한 포드는 박정희에게 정치적 완화를 요구하였으나, 이는 자국 언론을 의식한 정치적 언동(제스처)에 불과했고, 이듬해 12월에 동아시아의 긴밀한 안보관계를 강조한 '태평양 독트린'을 발표하면서 유신체제의 인권유린에 크게 신경쓰지 않음을 드러냈다.
1977년에 출범한 카터정권은 '인권외교와 주한 미군 철수'를 전면에 내세웠다. 게다가 1976년에 한국의 중앙정보부가 연루된 박동선 사건이 터짐으로써 한미관계는 극도로 악화되었다. 미 의회는 한국문제에 관한 청문회를 개최하였고, 전(前) 주미대사의 증언을 요구하는 등 한국정부에 강한 압박을 가하였다. 이에 대해 박정희는 인권 문제를 양보하기는커녕 '독자적인 핵 무장 추진'을 공언하는 반미적 태도로 맞불을 놓았다.
유신 체제로 인한 한국 내 인권악화는 한-미 관계에 일부 균열을 가져왔지만, 당시는 냉전 체제였기 때문에 소위 '안보 동맹'의 한-미 관계에는 근본적 영향을 미치지는 않았다. 김대중 납치 사건이나 인혁당 사건의 정치살인 등에도 불구하고, 미국 정부는 한국의 지정학적 중요성 때문에 박정희 정권의 인권압살을 사실상 묵인했다. 카터정권 전의 미국 정부는 국무부 등을 통해 한국의 권위주의 독재체제에 대해 비판했지만, 베트남 등 인도차이나 반도의 공산화 이후 동아시아 지역 최일선의 자유진영 국가였던 한국의 박정희 정권을 대체로 지지하는 입장이었다고 할 수 있다.

### 평양과의 사전교감
2011년 3월 14일 연세대 박명림 교수는 프레스센터에서 열린 5.16 쿠데타(5.16 군사정변) 50년 학술대회에서 미 국무부 자료를 제시했다. 이 자료에는 “한국은 박 대통령의 10월 17일 유신 계엄령 의도, 집권연장과 체제강화 계획에 대해 미국에 알리기도 전에 평양에 통지했다”라고 적시돼 있다. 이 자료에 대해 박 교수는 "국가안보와 안정이 유신쿠데타의 명분이었지만, 유신이 평양정권의 양해 아래 진행되었을 가능성을 담고 있다"고 해석했다.

## 평가

### 민주주의를 사칭한 독재
소위 '(조국의 평화적 통일의 역사적 사명에 입각한) 한국적 민주주의'를 표방한 유신 체제는 전형적인 유사(사이비)민주주의 또는 장식적 입헌주의 체제의 성격이 강하다는 의혹이 많으며, 유신 체제는 평양의 김일성 독재체제와 유사한 민주주의를 사칭한 전체주의 독재에 지나지 않았다는 비판이 많다.

### 삼권분립의 붕괴
대통령 1인이 행정, 입법, 사법부를 모두 장악하면서 삼권분립은 붕괴되었고, 무제한의 연임허용과 관제기구나 다름없는 통일주체국민회의의 간선으로 종신집권을 가능하게 하였을 뿐만 아니라 전국의 모든 법관을 대통령이 직접 임명함으로써 사법권의 독립은 말살되었다. 국민은 대통령선거권을 빼앗기고, 대통령은 헌법 효력까지 정지시킬 수 있는 긴급조치권을 이용해 언제든지 유신체제를 비판하는 행위를 금지·처벌할 수 있었기 때문에 국민의 기본권은 본질적으로 침해되었다.

### 헌법을 초월한 1인 전제정치
김대중이 1971년 대통령선거에서 예견한 박정희식 총통제(總統制), 즉 유신체제는 긴급조치권과 헌법을 초월한 경찰, 군, 정보기관의 공권력으로 유지된 1인 전제정치체제였다. 나치 독일, 파시스트 이탈리아, 군국주의 일본에서 나타난 파시즘 체제와 유사하다는 주장에 대해서는 민족주의적 요소가 없기 때문에 완벽한 파시즘이라고 하기는 어렵다는 반박이 있다. 그러나 박정희 정권이 유신을 정당화하기 위하여 내걸은 명분이 매카시즘을 뛰어넘는 반공주의였다는 점에서 파시즘이라고 보아도 무방하다는 견해 또한 있다.

### 남한 체제의 우수성 실종
1972년 김재규 3군단장은 ‘내가 북한과 남한의 체제를 상세히 비교, 장병들이 자연스럽게 남한이 우수하다는 사실을 알 수 있도록 정신교육 교범을 작성했는데, 박정희가 모두 망쳐놓았다. 유신헌법으로 남한 체제의 우수성이 모두 사라졌다’며 박대통령을 신랄하게 비판했다.

## 같이 보기
- 유신정우회
- 통일주체국민회의
- 프레이저 보고서